# Maszyny i wilki

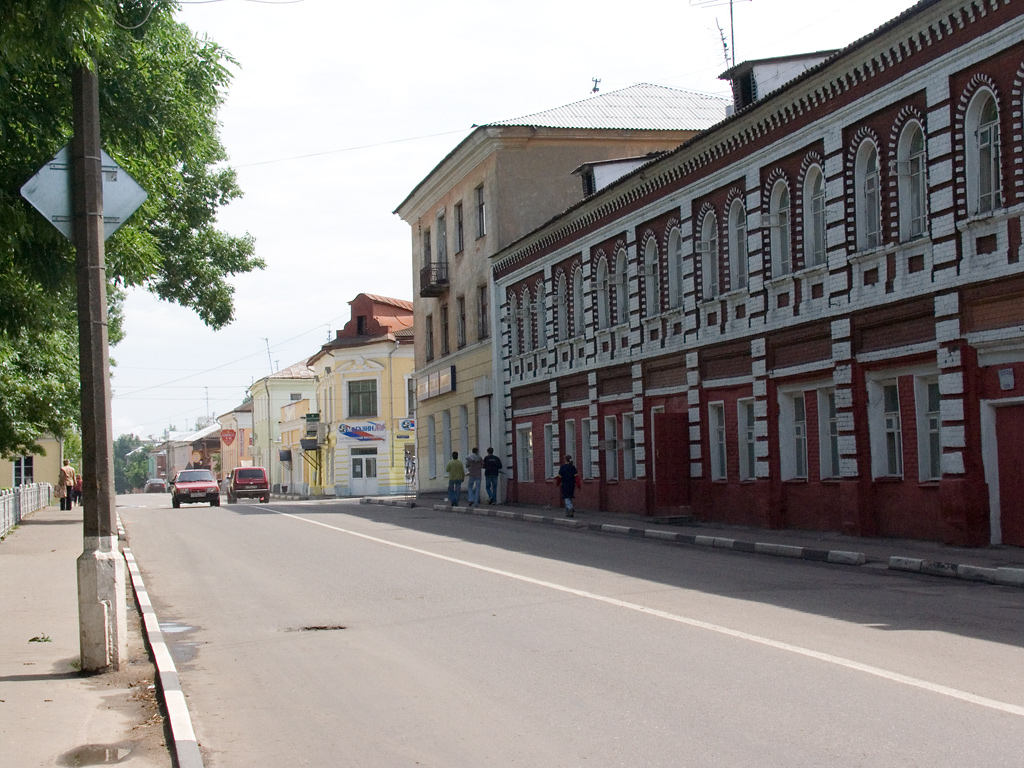
Centrum Kołomny - miasta opisywanego w Maszynach i wilkach

Maszyny i wilki (oryg. ros. Машины и волки) – powieść Borysa Pilniaka wydana po raz pierwszy w 1924.

## Treść
Powieść składa się z szeregu oderwanych od siebie epizodów rozgrywających się w czasach rosyjskiej wojny domowej w Kołomnie, Moskwie i okolicach. Za ich pomocą autor kontrastuje ze sobą dawną, zacofaną Rosję chłopską i nowoczesną Rosję przemysłową, którą obrazują Zakłady Kołomiejskie. Obraz zagubionego, "pijanego społeczeństwa", w którym ścierają się sprzeczne tendencje polityczne, zaś jednostki tracą hierarchię wartości ukazany jest poprzez postacie bolszewika Hertza, zakonnicy Olgi - byłej działaczki czerwonych i białych, trzech braci Rościsławskich, z których pierwszy pod wpływem zmian zwariował, drugi zginął w Zakładach Kołomiejskich, trzeci został zabity z powodu zatargu o kobietę. Pilniak wykorzystał w utworze wiele epizodów zaobserwowanych w czasie podróży po Rosji w 1918. 

## Cechy utworu
Powieść łączy wiele krótkich epizodów fabularnych z osobistymi refleksjami autora, wyrażanymi bezpośrednio lub przez jednego z bohaterów. Niektóre sformułowania, czy wręcz całe ustępy są kilkakrotnie powtarzane, część przywoływanych zdarzeń podawana jest przez autora w formie nawiasów czy przypisów do całości, co ma potęgować wrażenie ogólnego chaosu, upadku dawnych wartości i równoczesnego tworzenia się nowych. Pilniak silnie kontrastuje ze sobą dawną Rosję, opartą na prymitywnej gospodarce rolniczej, pełną tradycyjnych zabobonów oraz przemocy we wzajemnych relacjach, oraz nową Rosję - zmechanizowaną, opartą na nowoczesnym przemyśle, porzucającą tradycyjną moralność (w tym chrześcijaństwo). Kontrast ten podkreśla tytuł - Maszyny i wilki podkreśla opozycję między nowymi wartościami i stosunkami społecznymi wnoszonymi przez mechanizację produkcji a wilkami - przedstawicielami dawnej mentalności, zwłaszcza wiejskiej. 
Dłuższa refleksja prowadzi narratora do opowiedzenia się po stronie "maszyn", mimo podkreślenia, że dawna Rosja miała swoje znaczące osiągnięcia, a nowy porządek nie jest wolny od wad - bohaterowie Pilniaka wyrażają wątpliwość, czy mechanizacja nie prowadzi do zniszczenia zdrowia i skrócenia życia robotników, nie zrujnuje dorobku kulturalnego Rosji. Równocześnie żaden z nich nie podaje w wątpliwość samego sensu rewolucji, określanej w powieści jako Październik, zaś źródła problemów upatruje raczej w zderzeniu grupy reformatorów i postępowców z ogromnym zacofaniem cywilizacyjnym kraju. 
Pod względem kompozycji dzieła powieść przypomina wcześniejszy Nagi rok, również oparty na szeregu epizodów zaobserwowanych przez autora i podkreślający kontrast między ideami rewolucyjnymi a zacofaniem kraju. Pilniak zastosował w obu utworach podobny zabieg kreacji bohaterów - są to reprezentanci "straconego pokolenia", przedstawiciele ginących rodzin, którzy w zmienionych warunkach społecznych nie są w stanie się odnaleźć i giną tragiczną śmiercią. 